# Xylotrechus coquerelii
Xylotrechus coquerelii är en skalbaggsart som beskrevs av Leon Fairmaire 1871. Xylotrechus coquerelii ingår i släktet Xylotrechus och familjen långhorningar.
Artens utbredningsområde är Madagaskar. Inga underarter finns listade i Catalogue of Life.